# European Masters 2012

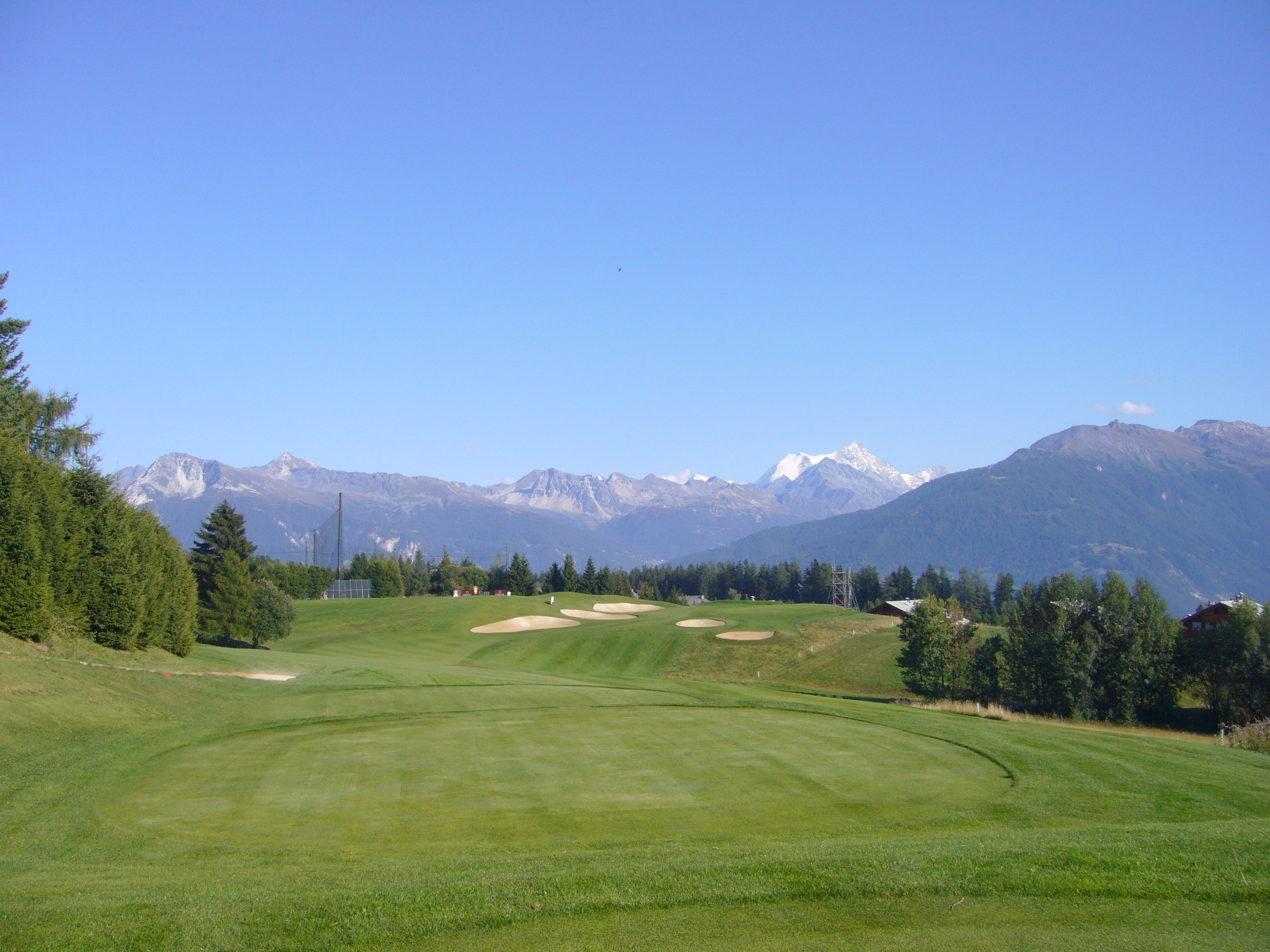
Hole 7

De Omega European Masters, zoals het Zwitsers Open sinds 2001 heet, werd in 2012 gespeeld van 30 augustus tot 2 september, zoals altijd op Ballesteros-baan van Crans-Montana. Het toernooi telde voor de Europese- en Aziatische PGA Tour.
Titelverdediger was Thomas Bjørn, die door een slotronde van 62 Martin Kaymer ruimschoots inhaalde. Het prijzengeld was in 2012 € 2.100.000. De week na dit toernooi was het KLM Open op de Hilversumsche Golf Club.

## Verslag
De par van de baan was 71. Tijdens ronde 3 was de par 70.

#### Ronde 1
Robert-Jan Derksen speelde met Angelo Que en Chris Wood in de ochtendronde, Maarten Lafeber en Joost Luiten speelden 's middags met Fredrik Andersson Hed, die een ronde van 65 maakte en op de 2de plaats eindigde samen met Oliver Fisher. Grégory Bourdy maakte een ronde van 63 hetgeen -8 was en het toernooirecord bleef.

#### Ronde 2
Het was koud, het regende veel en er viel zelfs wat sneeuw. 
Na de tweede ronde stonden Danny Willett en Julien Quesne aan de leiding. De cut was level par.

#### Ronde 3
Tijdens ronde 3 was de par 70. Hole 6 was ingekort wegens regenschade en werd als par 3 gespeeld. Ronde 3 werd ongeveer twee uren  onderbroken door mist. Bovendien was het slechts zes graden. 
 
Joost Luiten begon met een eagle en kwam binnen met een score van 63, hetgeen in de derde ronde -7 was. Paul Lawrie ging aan de leiding en stond een slag voor op landgenoot Richie Ramsay. 

Voormalig winnaar Mathias Gronberg maakte op hole 3 een hole-in-one en steeg naar de top-10.

#### Ronde 4
Richie Ramsay behaalde deze week zijn vierde en grootste overwinning van zijn carrière. Na een eagle op hole 14 kon het niet meer mis gaan, hij won met -16. Hij kwam hierna in de top-70 van de wereldranglijst. De laatste Schotse speler die het Zwitsers Open won was Colin Montgomerie.
- Leaderboard

| Naam                  | R1 | R2 | R3 | R4 | Totaal | Totaal | Eindstand |
| --------------------- | -- | -- | -- | -- | ------ | ------ | --------- |
| Richie Ramsay         | 69 | 68 | 64 | 66 | 267    | -16    | 1         |
| Danny Willett         | 67 | 67 | 68 | 69 | 271    | -12    | T2        |
| Marcus Fraser         | 68 | 68 | 68 | 66 | 271    | -12    | T2        |
| Romain Wattel         | 67 | 70 | 68 | 66 | 271    | -12    | T2        |
| Fredrik Andersson Hed | 65 | 73 | 67 | 66 | 271    | -12    | T2        |
| Mathias Grönberg      | 70 | 69 | 65 | 71 | 275    | -8     | T14       |
| Joost Luiten          | 71 | 71 | 63 | 73 | 278    | -5     | T27       |
| Grégory Bourdy        | 63 | 75 | 72 | 69 | 279    | -4     | T34       |
| Maarten Lafeber       | 69 | 73 | 71 | 68 | 281    | -3     | T49       |
| Robert-Jan Derksen    | 74 | 69 | MC |    |        |        |           |

| Leider |  | Toernooirecord |  | MC = missed cut = cut gemist |

## Spelers
De 57-jarige Greg Norman heeft bevestigd dat hij meedoet. Hij speelde al zes keer in Crans, maar heeft er nog niet gewonnen. Hij won het Brits Open in 1986 en 1993, in Europa won hij 12 titels en hij was 331 weken achter elkaar de nummer 1 van de wereld in de jaren 1980-1990.  
Maarten Lafeber mag meedoen omdat hij in de week voor dit toernooi (Johnnie Walker Championship) in de top-10 eindigde.
| Europese Tour - Felipe Aguilar - Thomas Aiken - Fredrik Andersson Hed - Ross Bain - Rich Beem - Thomas Bjørn (2011) - Marcus Both - Grégory Bourdy - Gary Boyd - Kristoffer Broberg - Markus Brier - Michael Campbell - Alejandro Cañizares - Paul Casey - Alex Cejka - Darren Clarke - Robert Coles - Rhys Davies - Carlos Del Moral - Robert-Jan Derksen - Andrew Dodt - Jamie Donaldson - David Drysdale - Victor Dubuisson - Simon Dyson - Johan Edfors - Niclas Fasth - Gonzalo Fz-Castaño - Kenneth Ferrie - Darren Fichardt - Richard Finch - Oliver Fisher - Ross Fisher - Tommy Fleetwood - Oscar Florén - Mark Foster - Marcus Fraser - Lorenzo Gagli - Stephen Gallacher - Ignacio Garrido - Jean-Baptiste Gonnet - Tano Goya - Branden Grace | - Richard Green - Peter Hanson - Grégory Havret - Benjamin Hebert - Peter Hedblom - Michael Hoey - Keith Horne - David Horsey - David Howell - Mikko Ilonen - Raphaël Jacquelin - Scott Jamieson - Miguel Á Jiménez (2010) - Richard S Johnson - Michael Jonzon - Robert Karlsson - James Kingston - Søren Kjeldsen - Jason Knutzon - Jbe' Kruger - Maarten Lafeber - José Manuel Lara - Pablo Larrazábal - Paul Lawrie - Peter Lawrie - Thomas Levet - Tom Lewis - Sam Little - Shane Lowry - Joost Luiten - David Lynn - Matteo Manassero - Pablo Martín - Gareth Maybin - Richard McEvoy - Paul McGinley - Damien McGrane - Colin Montgomerie - James Morrison - Garth Mulroy - George Murray - Christian Nilsson - Alexander Norén (2009) - Thorbjørn Olesen | - Hennie Otto - Phillip Price - Julien Quesne - Richie Ramsay - Ricardo Santos - Marcel Siem - Joel Sjöholm - Lee Slattery - Henrik Stenson - Richard Sterne - Graeme Storm - Sven Strüver - Tjaart Van der Walt - Jaco Van Zyl - Paul Waring - Marc Warren - Romain Wattel - Steve Webster - Peter Whiteford - Bernd Wiesberger - Danny Willett - Chris Wood - Fabrizio Zanotti - Matthew Zions Invitaties - Matthew Baldwin - Ken Benz - Kristoffer Broberg - Roger Furrer (winnaar Omnium 2011} - Anders Hansen - Greg Norman (1986, 1993) - Martin Romiger - Damian Ulrich (winnaar Ol.Barras 2011) - Francis Valera Amateurs - Edouard Amacher - Joel Girrbach - Benjamin Rusch - Adrien Saddier - Michael Thannhäuser - Maximilian Walz - Andy Zhang | Aziatische Tour - Scott Hend - Kieran Pratt - Scott Barr - Mohd Siddikur - Angelo Que - Joonas Granberg - Digvijay Singh - Anirban Lahiri - Himmat Rai - S S P Chowrasia - Gaganjeet Bhullar - Chiragh Kumar - Shiv Kapur - Zaw Moe - Mardan Mamat - Kiradech Aphibarnrat - Pariya Junhasavasdikul - Prom Meesawat - Chinnarat Phadungsil - Namchok Tantipokhakul - Thaworn Wiratchant - David Lipsky - Berry Henson - Peter Karmis - Tjaart Van der Walt - Rikard Karlberg Voormalige winnaars - Brett Rumford (2007) - Bradley Dredge (2006) - Ricardo Gonzalez (2001) - Sven Strüver (1998) - José María Olazabal (1986) - Mathias Gronberg (1995) |

De 14-jarige Andy Zhang is de jongste speler die ooit aan het US Open meedeed.

Vanaf 1972:
1972 · 
1973 · 
1974 · 
1975 · 
1976 · 
1977 · 
1978 · 
1979 · 
1980 · 
1981 · 
1982 ·   
1983 · 
1984 ·
1985 ·
1986 ·
1987 ·
1988 ·
1989 ·
1990 ·
1991 ·
1992 ·
1993 ·
1994 ·
1995 ·
1996 · 
1997 ·
1998 ·
1999 · 
2000 · 
2001 · 
2002 · 
2003 · 
2004 · 
2005 · 
2006 · 
2007 · 
2008 · 
2009 · 
2010 · 
2011 · 
2012 · 
2013 · 
2014
1972 ·
1973 ·
1974 ·
1975 ·
1976 ·
1977 ·
1978 ·
1979 ·
1980 ·
1981 ·
1982 ·
1983 ·
1984 ·
1985 ·
1986 ·
1987 ·
1988 ·
1989 ·
1990 ·
1991 ·
1992 ·
1993 ·
1994 ·
1995 ·
1996 ·
1997 ·
1998 ·
1999 ·
2000 ·
2001 ·
2002 ·
2003 ·
2004 ·
2005 ·
2006 ·
2007 ·
2008 ·
2009 ·
2010 ·
2011 ·
2012 ·
2013 ·
2014 ·
2015 ·
2016